# Holin
Holin je u vodi rastvoran esencijalni nutrijent. On se obično svrstava u B-kompleks vitamina. Holin se normalno javlja u obliku raznih kvaternarnih amonijum soli koje sadrže N,N,N-trimetiletanolamonijum katjon.
Katjon holina se javlja kao čeona grupa fosfatidilholina i sfingomijelina, dve klase fosfolipida koje su široko rasprostranjene u ćelijskim membranama. Holin je prekursorni molekul za neurotransmiter acetilholin koji ima veliki broj funkcija, kao što su memorija i kontrola mišića.
Holin se mora uneti putem hrane da bi telo ostalo zdravo. On se koristi u sintezi gradivnih komponenti ćelijskih membrana.

## Spoljašnje veze
- Holin, Linus Poling Institut
- Holin, Kjoto enciklopedija gena i genoma